# Carte Blanche (album DJ-a Snake’a)
Carte Blanche – drugi album studyjny francuskiego producenta muzycznego DJ-a Snake’a, wydany 25 lipca 2019 roku przez Geffen Records. Został zapowiedziany przez artystę zaledwie ponad tydzień przed premierą. Lista utworów została przedstawiona dopiero w dniu premiery.
Nagrania w Polsce uzyskały certyfikat platynowej płyty.

## Lista utworów
1. „Butterfly Effect” – 3:24
2. „Quiet Storm” (gośc. Zomboy) – 3:45
3. „When the Lights Go Down” – 3:48
4. „Recognize” (gośc. Majid Jordan) – 3:34
5. „No More” (gośc. Zhu) – 2:46
6. „Made in France” (gośc. Tchami, Malaa & Mercer) – 4:11
7. „Enzo” (gośc. Offset, 21 Savage, Sheck Wes & Gucci Mane) – 4:08
8. „Smile” (gośc. Bryson Tiller) – 3:18
9. „Try Me” (gośc. Plastic Toy) – 3:18
10. „Loco Contigo” (gośc. J Balvin & Tyga) – 3:05
11. „Taki Taki” (gośc. Selena Gomez, Ozuna & Cardi B) – 3:32
12. „Fuego” (gośc. Sean Paul, Anitta & Tainy) – 3:15
13. „Magenta Riddim” – 3:14
14. „Frequency 75” – 4:26
15. „South Side” (gośc. Eptic) – 4:12
16. „No Option” (gośc. Burna Boy) – 3:05
17. „Paris” (gośc. GASHI) – 3:45